# كولمان بيل
كولمان بيل (بالإنجليزية: Coleman Bell)‏ هو لاعب كرة قدم أمريكية أمريكي، ولد في 22 أبريل 1970 في تامبا في الولايات المتحدة.

## وصلات خارجية
- كولمان بيل على موقع مرجع كرة القدم المحترفة.كوم (الإنجليزية)